# Rotgundspitze
Rotgundspitze – szczyt w Alpach Algawskich, części Alp Bawarskich. Leży na granicy między Austrią (Tyrol), a Niemcami (Bawaria). Sąsiaduje z Hochgundspitze, Wilder Mann i Linkerskopf.